# NGC 526
NGC 526 è una coppia di galassie lenticolari interagenti situata nella costellazione dello Scultore a una distanza di circa 266 milioni di anni luce dalla nostra Via Lattea. La coppia è costituita da NGC 526A (PGC 5120) e da NGC 526B (PGC 5135).

## Scoperta
NGC 526 è stata scoperta il 1 settembre 1834 dall'astronomo britannico John Herschel.